# رامي النشاشيبي
رامي النشاشيبي هو ناشط مجتمعي وباحث في الدراسات الإسلامية، من أصل فلسطيني يحمل الجنسية الأمريكية. أسس منظمة غير ربحية تدعى شبكة عمل المسلمين في وسط المدينة في عام 1997، وعمل كمدير تنفيذي لها لسنوات عديدة، وشارك في عدد من الجهود الرامية إلى تحسين رفاهية سكان الجانب الجنوبي من شيكاغو. عمل أيضًا كباحث في علم الاجتماع والدراسات الدينية في الجامعات، وكموسيقي. كان نشاشيبي زميلًا في برنامج ماك آرثر لعام 2017.

## حياته العلمية
التحق نشاشيبي بجامعة سانت كزافييه في السنة الأولى من تعليمه الجامعي، حيث حصل على منحة دراسية لكرة القدم. بعد السنة الأولى من دراسته الجامعية انتقل إلى جامعة دي بول، حيث تخرج بدرجة البكالوريوس في عام 1995. ثم التحق بمدرسة الدراسات العليا في جامعة شيكاغو، وحصل على درجة الماجستير في الهندسة الميكانيكية عام 1998. بينما كان يعمل كناشط، واصل النشاشيبي دراسة علم الاجتماع في جامعة شيكاغو، وأكمل درجة الدكتوراه في عام 2011. تضمنت دراسته ونشاطه تحديد أو بناء روابط بين مجتمعات الأمريكيين من أصل أفريقي والمهاجرين المسلمين.

## حياته العملية
في عام 1997، كان لا يزال طالبًا في الدراسات العليا بجامعة شيكاغو، أسس نشاشيبي منظمة غير ربحية تسمى شبكة عمل المسلمين في المناطق الداخلية من المدينة، والتي تهدف إلى معالجة الظلم النظامي الذي يؤثر على مجتمعات الملونين الذين يعيشون في الجانب الجنوبي من شيكاغو، واستمر في العمل كمدير تنفيذي للمنظمة لسنوات عديدة بعد تأسيسها في عام 1997. وصفت مؤسسة ماك آرثر عمل نشاشيبي مع المنظمة بأنه يتضمن تنظيم تحالف من المسلمين الأميركيين من أصل أفريقي والمهاجرين المسلمين لتعزيز العدالة الاجتماعية لسكان الجانب الجنوبي المعرضين لمشاكل مثل حجز المساكن والبطالة والعنف. كما تعمل المنظمة غير الربحية على الضغط من أجل سياسات تقدمية اجتماعيًا، وتحويل العقارات الشاغرة إلى مساكن لسكان ذوي الدخل المنخفض. على الرغم من أن شبكة عمل المسلمين في المناطق الداخلية من المدينة تعتمد على الأخلاق الاجتماعية الإسلامية، إلا أن التركيز الرئيسي للمنظمة كان على بناء تحالفات داخل وخارج المجتمع الإسلامي في شيكاغو، مما يعكس تنوع حي ماركيت بارك الذي تتخذه مقراً لها.
كما تضمنت أنشطة النشاشيبي في الجانب الجنوبي من شيكاغو حملات لجعل الطعام الصحي متاحًا في المناطق التي لا تحمل المتاجر فيها عادةً بقالة صحية بأسعار معقولة، سواء من خلال شبكة العمل الإسلامي بين المدن أو من خلال حملة متاجر الزاوية التي يديرها المسلمون. تستضيف شبكة العمل الإسلامي بين المدن أيضًا فعاليات ثقافية، مثل مهرجان "Takin' It To The Streets" في متنزه ماركيت، كما افتتحت فرعًا ثانيًا لها في أتلانتا.
قام بتدريس مواد تتعلق بعلم الاجتماع والدراسات الإسلامية في الجامعات والكليات. ويشمل ذلك العمل كأستاذ زائر في كلية شيكاغو اللاهوتية في علم اجتماع الدين والدراسات الإسلامية. في عام 2016، خدم في المجلس الاستشاري الرئاسي للشراكات القائمة على الإيمان والجوار، والذي وضع توصيات لإدارة أوباما حول كيفية التعاون مع المنظمات القائمة على الإيمان والجوار لخدمة الأشخاص المحتاجين.
في عام 2020، كان النشاشيبي المنتج التنفيذي وكاتب الأغاني وعازف الجيتار مع زميلته الناشطة دريا دينور، ومهندس الصوت إيليجاه هوكس.

## الجوائز
في عام 2009، تم اختيار النشاشيبي كواحد من أكثر 500 مسلم تأثيرًا من قبل المركز الملكي للدراسات الاستراتيجية الإسلامية، ومركز الأمير الوليد بن طلال للتفاهم الإسلامي المسيحي التابع لجامعة جورج تاون. في عام 2014، أدرج مركز التقدم الأمريكي النشاشيبي ضمن "14 من قادة الإيمان الذين يجب مراقبتهم في عام 2014". في عام 2017، تم تعيين نشاشيبي زميلاً في مؤسسة ماك آرثر، "لمواجهة تحديات الفقر وسحب الاستثمارات في المجتمعات الحضرية من خلال جهود المشاركة المدنية بقيادة المسلمين والتي تربط بين العرق والطبقة والدين". في عام 2018، فاز بجائزة أوبس، وهي جائزة تعتمد على الإيمان لريادة الأعمال الاجتماعية.